# 게릭 올슨
게릭 올로프 올슨(영어: Garrick Olof Ohlsson, 1948년 4월 3일 ~ )은 미국의 클래식 피아니스트이다. 그는 1970년 VIII 국제 쇼팽 피아노 콩쿠르에서 1위를 차지한 유일한 미국인 또한 이탈리아 부조니 콩쿠르와 캐나다 몬트리올 피아노 콩쿠르에서 1위를 차지했다. 그는 1994년 Avery Fisher Prize를 수상 했으며 1998년 미시간주 앤아버에서 University Musical Society Distinguished Artist Award를 수상했다. Ohlsson은 또한 2008년에 1개를 수상한 3개의 그래미상 후보에 올랐다.
올슨은 북미에서 애틀랜타, 샬럿, 클리블랜드, 필라델피아, 보스턴, 세인트루이스, 신시내티, 미니애폴리스, 밀워키, 인디애나폴리스, 휴스턴, 디트로이트, 볼티모어, 피츠버그, 로스앤젤레스, 시애틀, 덴버, 워싱턴 DC 및 버클리는 무엇보다도 국립 예술 센터에서 세인트 폴 챔버 오케스트라, 뉴욕 링컨 센터 에서 런던 필하모닉과 협연했다. 그는 또한 바이올리니스트 힐러리 한(Hilary Hahn)과 콘트랄토 Ewa Podles와 함께 연주했다.